# Río Primero (departamento)

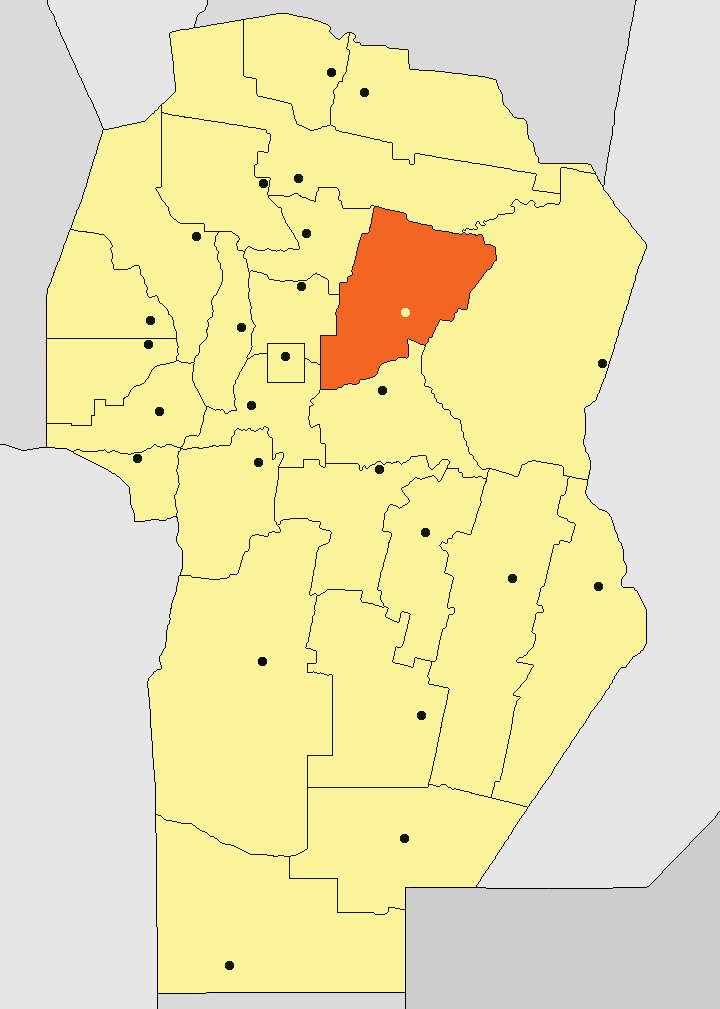
Localização de Río Primero em Córdoba

Río Primero é um departamento da Argentina, localizado na província de Córdova. Possuía, em 2019, 53.159 habitantes.